# Hrafn Sveinbjarnarson
Hrafn Sveinbjarnarson (1166?-1213) fue un caudillo medieval y goði de Islandia en el siglo XIII, era médico y tuvo un papel relevante durante la guerra civil islandesa, episodio histórico conocido como Sturlungaöld. Pertenecía al clan familiar de los Seldælir y era hijo de Sveinbjörn Barðarson que también era conocido por sus artes médicas. Tenía su hacienda en la ciudad de Hrafnseyri, Arnarfjörður. 
Como médico viajó a Noruega para dirigirse posteriormente a Inglaterra donde estuvo con Thomas Becket en Canterbury, a quien regaló colmillos de morsa. También peregrinó a Roma, Santiago de Compostela y durante su recorrido de regreso a Noruega pasó por Francia e Italia. Durante su viaje estudió técnicas de sanación, sobre todo en la Universidad de Salerno, Italia. A su regreso a Islandia, se casó y se afincó en Eyri. Hrafn era tan hospitalario como generoso y nunca denegó a nadie un servicio médico, entre Arnarfjörður y Breiðafjörður, sin cargo alguno.
No obstante, Hrafn entró en disputa con Þorvaldur Snorrason Vatnsfirðingur y tras muchos enfrentamientos armados entre ambos bandos, finalmente fue capturado y decapitado el 4 de marzo de 1213. Su historia se encuentra recopilada en su propia saga: Hrafns saga Sveinbjarnarsonar.

## Herencia
La esposa de Hrafn era Hallkatla Einarsdóttir (n. 1172), hija de Einar Grímsson (n. 1126), con quien tuvo amplia descendencia:
- Þuríður Hrafnsdóttir (n. 1190), que casó con Helgi Sveinsson (n. 1182) de Lokinhamrar.
- Sveinbjörn Hrafnsson (n. 1193), luchó contra Sturla Sighvatsson en la batalla de Örlygsstaðir.
- Krákur Hrafnsson (1195 - 22 de agosto de 1238), vengó a su padre quemando a Þorvaldur en el interior de su hacienda en 1228. También luchó contra Sturla Sighvatsson en la batalla de Örlygsstaðir.
- Einar Hrafnsson (1196 - 1231).
- Steinunn Hrafnsdóttir (n. 1198), que casó con Oddur Álason y ambos fueron padres de Hrafn Oddsson.
- Herdís Hrafnsdóttir (n. 1199), casó en primeras nupcias con Eyjólfur Kársson; en segundas nupcias con un varón de nombre hoy desconocido pero tuvo un hijo Atli Herdísarson (n. 1225); y en terceras nupcias con Sigmundur Gunnarsson (n. 1212) y serían padres de Sveinbjörn Sigmundsson (1238 - 1290).
- Grímur Hrafnsson (n. 1201)
- Þórey Hrafnsdóttir (n. 1203)
- Hallgerður Hrafnsdóttir (n. 1207)

## Escaldo
También fue un escaldo, pese a que nada de su obra ha sobrevivido, pero se sabe que iba acompañado de otros poetas como Sturla Bárðarson y Guðmundr Galtason que tras su muerte pasaron al servicio de Snorri Sturluson. Otros cuatro poetas también estaban asociados a Hrafn: Eyjólfr Snorrason, un tal Guðbrandr, Guðmundr Svertingsson (quien compuso Hrafnsmál tras la muerte de Hrafn), y un primo del mismo Hrafn, Eilífr Snorrason (n. 1151), que se sabe compuso un verso para Hrafn.